# 塩谷村 (北海道)
塩谷村（しおやむら）は、かつて北海道忍路郡にあった村。現在の小樽市西部にあたる。

## 沿革
- 1906年（明治39年）4月1日 - 北海道二級町村制施行により、忍路郡塩谷村、桃内村、忍路村、蘭島村が合併し、塩谷村が発足。小樽支庁に所属。
- 1910年（明治43年）3月1日 - 支庁の統合により後志支庁に所属。
- 1958年（昭和33年）4月1日 - 小樽市に編入され消滅。

## 交通
- 塩谷駅